# Trent Zimmerman

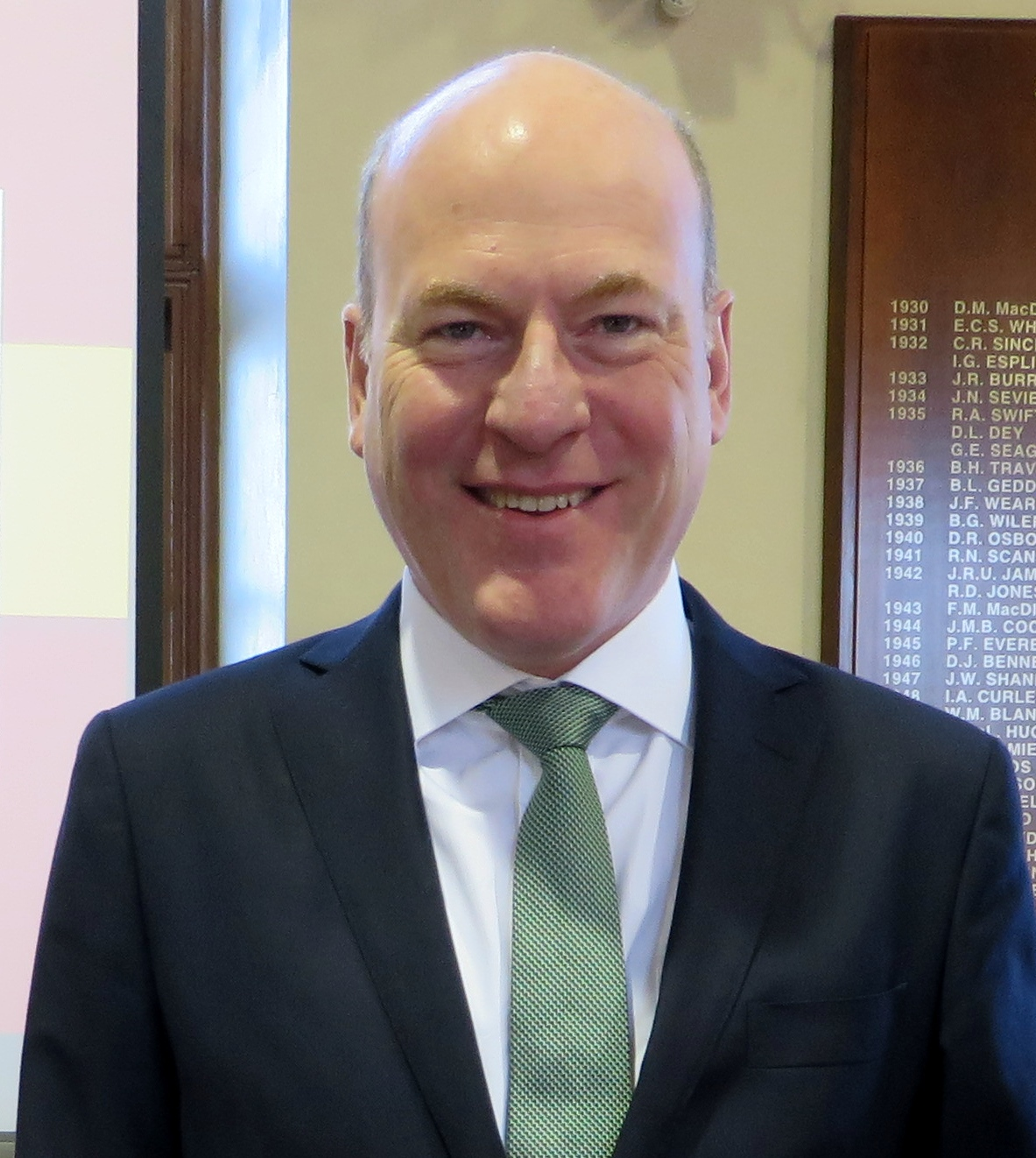
Trent Zimmerman

Trent Zimmerman (* 15. Oktober 1968 in Sydney) ist ein australischer Politiker der Liberal Party of Australia.

## Leben
Zimmerman besuchte das Newington College und studierte Kunst an der University of Sydney. Bei Nachwahlen gelang ihm im Dezember 2015 der Einzug als Abgeordneter in das Australische Parlament.
Mit seinem Lebenspartner wohnt er in Sydney.